# Lake Zvezda
Der Lake Zvezda (russisch Озеро Звезда Ossero Swesda, deutsch ‚Sternsee‘) ist ein großer und unregelmäßig geformter See an der Ingrid-Christensen-Küste des ostantarktischen Prinzessin-Elisabeth-Lands. Er liegt 800 m südöstlich des Lake Cowan im östlichen Teil der Vestfoldberge.
Luftaufnahmen vom See entstanden bei der US-amerikanischen Operation Highjump (1946–1947). Kartiert wurde er anhand von Luftaufnahmen von 1956 einer sowjetischen Antarktisexpedition und solchen, die bei der von 1957 bis 1958 dauernden Kampagne im Rahmen der Australian National Antarctic Research Expeditions entstanden sind. Die Teilnehmer der sowjetischen Expedition gaben ihm seinen Namen, der vermutlich an seine Form angelehnt ist. Die Übersetzung ins Englische erfolgte durch das Antarctic Names Committee of Australia (ANCA), dem sich 1974 das Advisory Committee on Antarctic Names anschloss.